# Giovanni Battista Alliprandi
Giovanni Battista Alliprandi (auch: Johann Baptist Alliprandi; Alibrandi; Alibrandini; Alabriandi; Aleprandi; * um 1665 in Laino, Italien; † 13. März 1720 in Leitomischl) war ein Architekt italienischer Abstammung, der überwiegend in Böhmen wirkte.

## Familie
Obwohl Alliprandi neben Christoph Dientzenhofer und Johann Blasius Santini-Aichl in Böhmen zu den bekanntesten Architekten des Barock gehörte, ist über seine Herkunft wenig bekannt. Er war der Sohn des in Wien tätigen Stuckateurs Lorenzo Alliprandi. Giovanni Battista war mit Barbara Cecilia Bussi (Buzzi) verheiratet, mit der er sieben Kinder hatte. 1709 erwarb er das Kleinseitner Bürgerrecht und errichtete in der Ostruhová ulice (heute Nerudová) ein Wohnhaus für sich und seine Familie.

## Beruf
1685 begann Giovanni Battista Alliprandi eine Lehre bei dem bekannten Wiener Baumeister Domenico Martinelli. Von 1690 bis 1695 war er als Parlier beim Bau der Marien-Wallfahrtskirche im ostböhmischen Luže beschäftigt, deren Pläne von Paul Ignaz Bayer stammten. In den Matriken von Luže ist Alliprandi zweimal als Taufpate verzeichnet.
1696 bis 1702 wirkte Alliprandi als Hofarchitekt der Adelsfamilie Czernin. Ab 1697 lebte er ständig in Prag, wo er für 1706 als oberster kaiserlicher Fortifikationsmeister der Prager Burgen verzeichnet ist. 1709 wurde er Hausarchitekt der Grafen Trautmannsdorff. In dieser Position unternahm er mehrere Reisen nach Wien, wo er vermutlich Johann Lucas von Hildebrandt und Johann Bernhard Fischer von Erlach sowie deren architektonische Werke kennenlernte und die dadurch gewonnenen Kenntnisse und Anregungen bei seinen Bauten in Böhmen umsetzte. Für 1712 ist er als Fortifikationsobermeister in Eger nachgewiesen.
Neben Neu- und Umbauten zahlreicher Schlösser in Böhmen schuf Alliprandi auch mehrere Prager Adelspaläste. Sein letzter Auftrag war ab 1714 die Errichtung der Kollegiumskirche für die Leitomischler Piaristen, die von Graf Franz von Trautmannsdorff gestiftet worden war. Alliprandi starb in Leitomischl und wurde in der dortigen Dekanatskirche beigesetzt. Seine Witwe kehrte mit fünf Kindern nach Laino zurück.

## Werke

### In Prag
- Palais Czernin (1696; Abschlussarbeiten)
- Sternberg-Palais, Hradschin (1698–1708)
- Kaiserstein-Palais, Kleinseite (um 1700–1707)
- Hartig-Palais, Kleinseite (nach 1701)
- Hrzán-Palais, Altstadt (ab 1701)
- Lobkowitz-Palais, vormals Přehořovský-Palais, Kleinseite (1702–1707)
- Dreifaltigkeitssäule, Kleinseite (1713–1714)
- Haus Trauttmannsdorf (1719)

### In Böhmen
- Andělská Hora: Dreifaltigkeitskirche (1696–1698)
- Beneschau: Entwurf für die St.-Anna-Kirche (1705)
- Eger: Entwurf für das Rathaus (1712; nur zum Teil realisiert)
- Hořín bei Mělník: Jagdhaus (1696)
- Kosmonosy: Barockisierung des Schlosses (ab 1697); Loreto-Kapelle mit Ambitenhof und Martinskapelle (nach 1700)
- Kuks: Dreifaltigkeitskirche (um 1707); Konventsgebäude für die Barmherzigen Brüder; Badeanlagen
- Leitomischl: Piaristen-Kreuzkirche (ab 1714) und Entwurf für die Mariensäule
- Opočno: Barockisierung der Schlosskirche (1712)
- Lieblitz: Schloss (1696–1706)
- Nedošín bei Leitomischl: Gestüt (1719)
- Petrohrad: Umbau des Schlosses (1697–1703)